# Frank Spilker Gruppe
Die Frank Spilker Gruppe war eine deutschsprachige Hamburger Band. Sie wurde 2007 vom Sterne-Sänger und Gründer Frank Spilker ins Leben gerufen. Die anderen Bandmitglieder waren Max Knoth und Matthias Strzoda. Auf ihrem einzigen Album Mit all den Leuten sind Masha Qrella, Norman Nitzsche und Uwe Jahnke von den Fehlfarben und S.Y.P.H. als Gastmusiker vertreten. Nach 2008 gab es kein Lebenszeichen der Band mehr.
Das E-Zine laut.de sortiert das Album der Band in das Genre Alternative ein. Frank Spilker selbst gibt an, er habe mit der Frank Spilker Gruppe Elemente aus Folk und Blues aufgreifen und „modernen Rhythm and Blues“ machen wollen.

## Diskografie
- 2008: Mit all den Leuten (Staatsakt)